# La Courtète
La Courtète ist eine französische Gemeinde mit 48 Einwohnern (Stand 1. Januar 2022) im Département Aude in der Region Okzitanien. Sie gehört zum Kanton La Piège au Razès und zum Arrondissement Limoux. 
Nachbargemeinden sind Fenouillet-du-Razès im Norden, Mazerolles-du-Razès im Osten, Montgradail im Süden und Hounoux im Westen.

## Bevölkerungsentwicklung
| Jahr      | 1962 | 1968 | 1975 | 1982 | 1990 | 1999 | 2007 | 2017 |
| --------- | ---- | ---- | ---- | ---- | ---- | ---- | ---- | ---- |
| Einwohner | 77   | 62   | 51   | 60   | 61   | 56   | 46   | 45   |